# Вирц, Брам
Абрахам (Брам) Вирц (нидерл. Abraham "Bram" Wiertz; 21 ноября 1919 года, Амстердам — 20 октября 2013, там же) — нидерландский тренер и футболист, игравший на позиции полузащитника за амстердамские команды ДВС и БВК Амстердам. В составе сборной Нидерландов сыграл 8 матчей — участник Олимпийских игр 1952 года.
До 2013 года являлся старейшим из живущих игроков сборной Нидерландов.

## Карьера
Брам Вирц — воспитанник футбольного клуба ДВС из Амстердама, в составе которого дебютировал в возрасте 18 лет. Первую игру в чемпионате Нидерландов провёл 14 ноября 1937 года против амстердамского «Аякса», сыграв на позиции центрального нападающего. Во втором тайме Вирц открыл счёт своим голам за ДВС, отличившись на 50-й минуте. Брам выступал за ДВС на протяжении 22 лет — 17 лет за основной состав, в основном играл на позиции полузащитника. С 1940 года он регулярно играл за сборную Амстердама, а в августе 1951 года в возрасте 30 лет впервые получил вызов в сборную Нидерландов.
В составе сборной дебютировал 27 октября 1951 года в товарищеском матче против Финляндии, а через месяц сыграл второй матч — против сборной Бельгии. Встреча с бельгийцами состоялась 25 ноября в Роттердаме на стадионе «Де Кёйп» и завершилась со счётом 6:7 в пользу гостей. По мнению газетных изданий, Вирц и Абе Ленстра были лучшими игроками сборной в том матче. Летом 1952 года он был включён в состав команды на Олимпийские игры в Хельсинки. На турнире нидерландцы сыграли один матч, проиграв в первом раунде бразильцам с разгромным счётом 5:1. Всего Брам провёл 8 матчей за сборную — в последний раз сыграл 15 ноября 1952 года против любительской сборной Англии. В 1953 году вызывался в сборную в качестве резервного игрока, а также играл за вторую сборную в качестве капитана.
В марте 1954 года было объявлено, что Вирц по окончании сезона завершит игровую карьеру в ДВС и станет тренером клуба «Зандейк», выступавшего в третьем классе. В октябре того же года Брам заявил, что готов вернуться в ДВС в качестве игрока. Вскоре Нидерландский футбольный союз объявил, что действующие тренеры могут выступать за команды первого класса. Брам отыграл за ДВС ещё полгода, а в августе 1955 года стал игроком профессионального клуба БВК Амстердам. В новой команде дебютировал 28 августа в матче чемпионата Нидерландов против клуба «Стормвогелс» из Эймёйдена. В первом сезоне его команда заняла 8-е место в группе А чемпионата и отправилась в Эредивизи. В сезоне 1956/57 Вирц сыграл 33 матча в чемпионате, а летом 1957 года окончательно завершил карьеру в возрасте 37 лет.
В 1960-х годах играл за команду ветеранов сборной Амстердама, а также работал тренером с различными любительскими командами.

## Личная жизнь
Абрахам родился в ноябре 1919 года в Амстердаме. Отец — Виллем Вирц, мать — Бернардина Херфст. Оба родителя были родом из Амстердама, они поженились в июне 1918 года, а в ноябре 1919 года у них появилась двойня — сын Абрахам и дочь Бернардина Мария, однако девочка умерла в марте 1920 года.
Умер 20 октября 2013 года в Амстердаме в возрасте 93 лет. Похоронен 28 октября на кладбище Де Ньиве Остер в Амстердаме.

## Статистика

### Матчи Вирца за сборную Нидерландов
| Матчи Вирца за сборную Нидерландов | Матчи Вирца за сборную Нидерландов | Матчи Вирца за сборную Нидерландов | Матчи Вирца за сборную Нидерландов | Матчи Вирца за сборную Нидерландов | Матчи Вирца за сборную Нидерландов |
| ---------------------------------- | ---------------------------------- | ---------------------------------- | ---------------------------------- | ---------------------------------- | ---------------------------------- |
| №                                  | Дата                               | Соперник                           | Счёт                               | Голы Вирца                         | Соревнование                       |
| 1                                  | 27 октября 1951                    | Финляндия                          | 4:4                                | —                                  | Товарищеский матч                  |
| 2                                  | 25 ноября 1951                     | Бельгия                            | 6:7                                | —                                  | Товарищеский матч                  |
| 3                                  | 6 апреля 1952                      | Бельгия                            | 2:4                                | —                                  | Товарищеский матч                  |
| 4                                  | 14 мая 1952                        | Швеция                             | 0:0                                | —                                  | Товарищеский матч                  |
| 5                                  | 16 июля 1952                       | Бразилия                           | 1:5                                | —                                  | Олимпийские игры 1952              |
| 6                                  | 21 сентября 1952                   | Дания                              | 2:3                                | —                                  | Товарищеский матч                  |
| 7                                  | 19 октября 1952                    | Бельгия                            | 1:2                                | —                                  | Товарищеский матч                  |
| 8                                  | 15 ноября 1952                     | Англия                             | 2:2                                | —                                  | Товарищеский матч                  |

Итого: 8 матчей / 0 голов; 0 побед, 3 ничьи, 5 поражений.